# Epirus (historische regio)

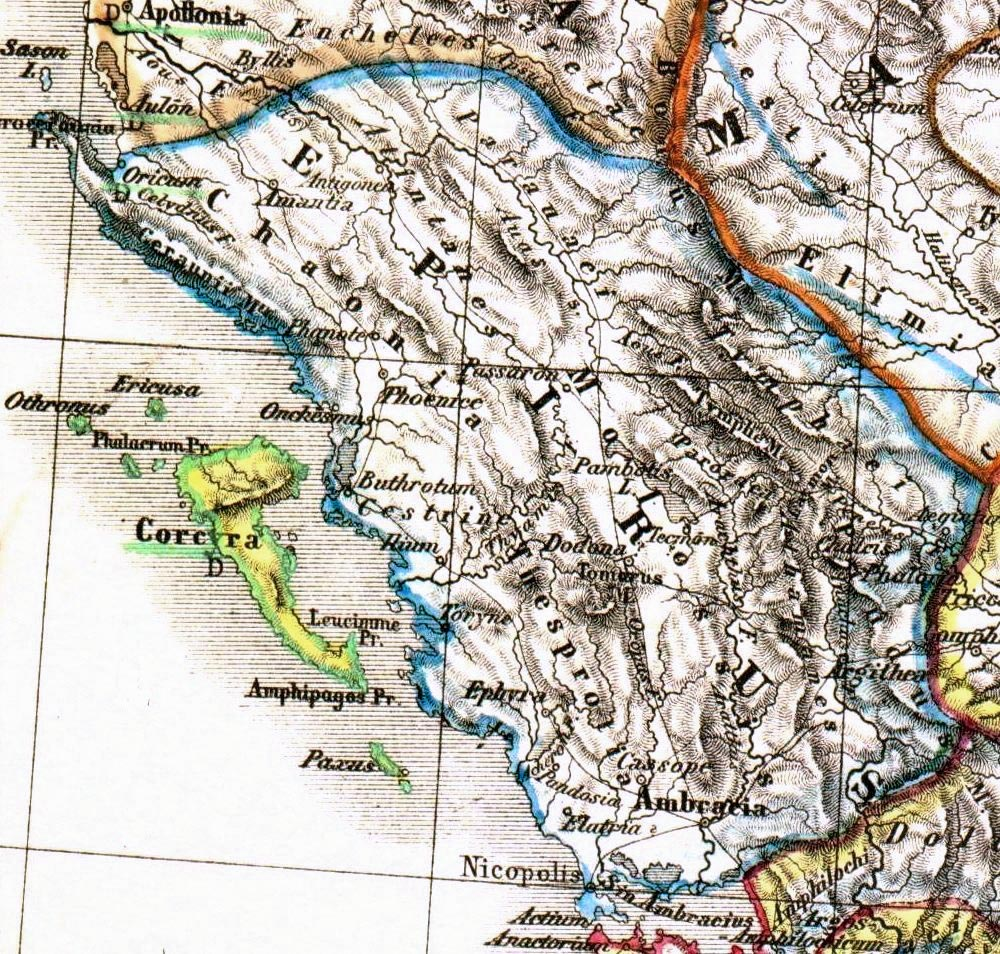
Kaart van het oude Epirus (Heinrich Kiepert, 1902).

Epirus is een historische regio in Zuid-Europa, die zowel in Griekenland als Albanië ligt. De regio strekt zich uit van de Ionische Zee tot het Pindosgebergte, en van de baai van Vlorë in het noorden tot de Ambracische Golf in het zuiden.

## Geschiedenis

### Naam en etymologie

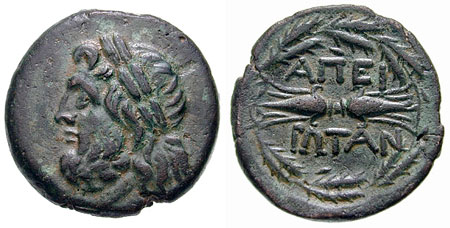
Munt van Epirus, waarop Zeus (links) afgebeeld is, en een bliksemschicht met het woord "ΑΠΕΙΡΩΤΑΝ", Epirus (rechts)

De naam Epirus is afgeleid van het Griekse woord  Ἤπειρος, Épeiros, een woord uit het Dorische Grieks, wat vasteland betekent. De inwoners van Epirus sloegen deze naam op hun munten. De Albanese naam voor de regio is Epiri, wat afgeleid is van de Griekse naam.

### Vroege periode

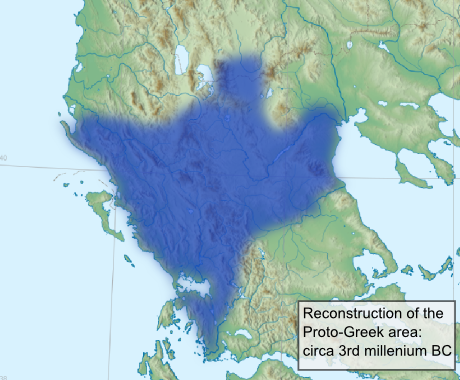
Epirus was onderdeel van het gebied waar een Proto-Griekse taal werd gesproken, volgens de taalkundige Vladimir Geogiev.

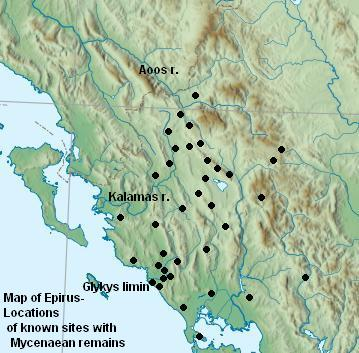
Myceense overblijfselen in Epirus.

Eprius werd tijdens het neolithicum bewoond door maritieme volken langs de kust, en jagers en herders in het binnenland, die de Griekse taal met zich meenamen. Deze stammen begroeven hun stamhoofden en leiders in grote tumuli, die vergelijkbaar zijn met de Myceense tombes. Men vermoedt dat de inwoners van Epirus een verre afstamming van de Myceense beschaving waren. De overblijfselen van Myceense nederzettingen in Epirus vormen hiervoor een aanwijzing.
Rond de bronstijd werd Epirus bewoond door enkele nomadische hellenistische stammen die later de rest van Griekenland ook gingen bewonen. Aristoteles beschouwt het gebied rond Dodona als een deel van Hellas, het oude Griekenland en de regio waarvandaan de Hellenes, de hedendaagse Grieken, afstamden. Volgens de taalkundige Vladimir Georgiev was Epirus een onderdeel van het gebied waar Proto-Grieks, een primitief soort Grieks, gesproken werd. Rond 1000 v.Chr. spraken alle stammen in Epirus, waaronder de Chaonianes in het noordwesten, de Molossianes in het centrum, en de Thesprotianes in het zuiden, een Grieks dialect.

### Epirus in de Klassieke oudheid

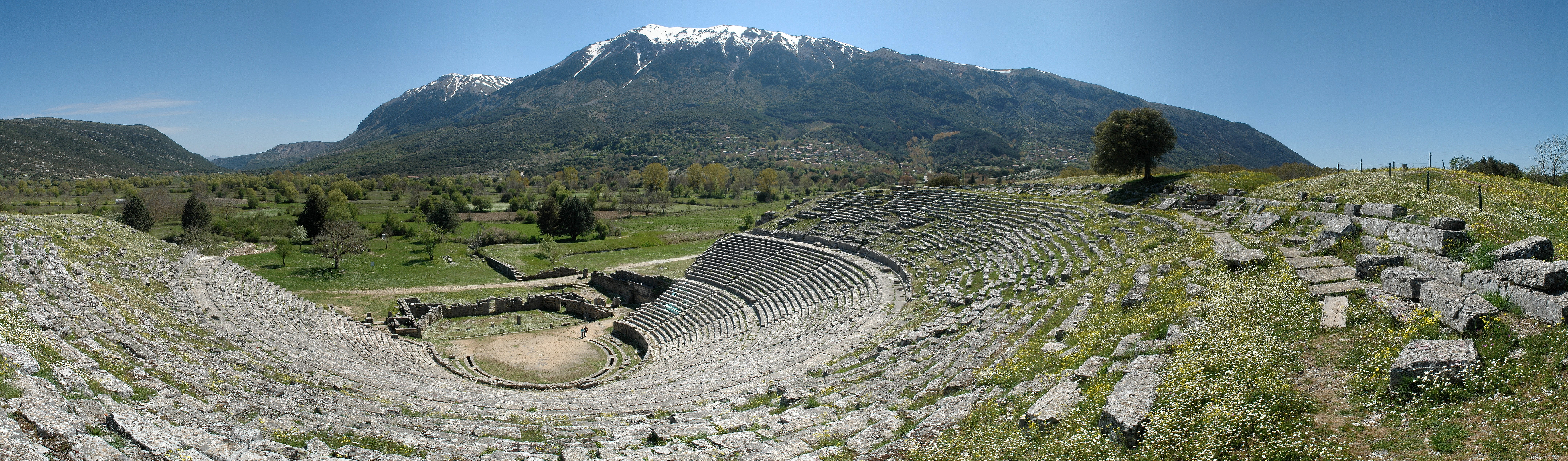
Het theater van Dodona met de berg Tomaros op de achtergrond.

De stammen van Epirus in de oudheid.

In tegenstelling tot het grootste deel van de Grieken in die tijd, die in of rond een polis, een stadstaat, woonden, leefden de inwoners van Epirus in kleine dorpen. Hun manier van leven werd als buitenlands gezien door de Grieken in de polis. Epirus was een verre van vreedzaam gebied; In het noorden ontstonden regelmatig conflicten met de Illyrische volken. Maar Epirus was wel een belangrijk religieus centrum, ondanks zijn afgelegen ligging, door de aanwezigheid van het heiligdom en het orakel van Dodona, het beroemdste orakel na Delphi.
De Epirotes, zoals de inwoners van Epirus ook wel genoemd warden, spraken een noordwestelijk Grieks dialect, anders dan de Doriërs en de Grieken in de Griekse koloniën, zoals Ionië, en gebruikten ook voornamelijk Griekse namen. De Atheense historicus Thucydides noemt hen barbaren, net zoals Strabo (historicus) in zijn Geographica. Andere schrijvers, zoals Herodotus en Dionysius van Halicarnassus noemen hen Grieken. Plutarchus noemt ook een interessant feit over Epirus: In zijn biografie over koning Pyrrhus van Epirus schrijft hij dat Achilles een goddelijke status in Epirus had, en in lokaal dialect Aspetos werd genoemd, wat onuitspreekbaar geweldig betekent.
Rond 370 v.Chr. breidden de Molossianes onder de Aeacidae-dynastie hun macht uit over Epirus, en stichtten een gecentraliseerde staat. Langzamerhand namen ze meer gebied in, ten koste van de rivaliserende stammen. De Aeaciden sloten een verbond met Macedonië, waarschijnlijk als militaire alliantie tegen de Illyriërs, die het noorden van Epirus geregeld binnenvielen en plunderend huishielden. In 359 v.Chr. werd de Molossiaanse prinses Olympias, een nicht van koning Arybbas van Epirus, uitgehuwelijkt aan Phillippos, de koning van Macedonië. Zij was de moeder van Alexander de Grote.
Na de dood van Arybbas volgde Alexander van Epirus hem op als nieuwe koning in 334 v.Chr. Hij viel in 331 v.Chr. Italië binnen, maar werd daar gedood in een veldslag tegen de Romeinen. Aeacides van Epirus, die hem opvolgde, werd in 313 v.Chr. afgezet. Zijn zoon, Pyrrhus, kwam aan de macht in 295 v.Chr. Hij vocht zes jaar tegen de Romeinen en de Carthagers in Zuid-Italië en Sicilië. Hoewel hij de Romeinen enkele keren versloeg, kostten deze overwinningen veel van zijn eigen troepen, waaruit de term ‘Pyrrhusoverwinning’ ontstond. Pyrrhus stimuleerde, ondanks zijn oorlogen, economische groei in Epirus. Onder andere gaf hij opdracht tot de bouw van het grote theater van Dodona, en een nieuwe wijk bij Ambracia, het huidige Arta, waarvan hij zijn hoofdstad maakte.
De Aeacidae-dynastie eindigde in 232 v.Chr., maar Epirus bleef wel degelijk een machtig gebied, dat zijn eigen autonomie behield, onafhankelijk van Griekenland. Maar Epirus viel uiteindelijk ten prooi aan de veroveringsdrang van de Romeinen, die ondertussen in conflict waren geraakt met de Macedoniërs. In de eerste en tweede Macedonische oorlog bleef Epirus neutraal, maar tijdens de derde Macedonische oorlog ontstond een breuk: de Molossianes sluiten zich aan bij de Macedoniërs, en de Chaonianes en de Thesprotianes bij de Romeinen. Het eindigde in een ramp voor Epirus als zelfstandige staat: Molossia, de hoofdstad van Epirus, viel in 167 v.Chr. en de 150.000 inwoners werden als slaaf verkocht.

### Romeinse en Byzantijnse heerschappij

De Romeinse provincies Epirus Vetus en Epirus Nova in verhouding tot de moderne grenzen.

De Romeinse verovering markeerde het eind van de politieke onafhankelijkheid van Epirus. In 146 v.Chr. werd Epirus onderdeel van de Romeinse provincie Macedonië. In 27 v.Chr. werd het zuidelijke gedeelte, dat in 297 n.Chr. de provincie Epirus Vetus, Oud-Epirus, zou worden, bij Achaea gevoegd. Het noordelijke gedeelte bleef bij de provincie Macedonië horen en zou in 297 n.Chr. de provincie Epirus Nova, Nieuw-Epirus, worden. De kustregio's werden rijker door de Romeinse handelsroutes, en de constructie van de Via Egnatia, die meer welvaart bracht.
Toen het Romeinse rijk in 395 n.Chr. definitief opgesplitst werd, ging Epirus tot het Oost-Romeinse rijk behoren (het Griekssprekende deel van het Byzantijnse Rijk) dat geregeerd werd vanuit Constantinopel. De stad Ioannina is waarschijnlijk rond de 6e eeuw gesticht in de vroege middeleeuwen. Waarschijnlijk vestigden Slavische stammen zich rond deze tijd in de regio. Rond de 9e en de 10e eeuw n.Chr. werden delen van Epirus onderdeel van het eerste Bulgaarse Rijk, maar nadat de Byzantijnen de Bulgaren verslagen hadden, werd Epirus weer deel van het Byzantijnse rijk. Rond de 11e eeuw n.Chr. ontstonden ook enkele Joodse gemeenschappen rond Arta en Ioannina.
Toen Constantinopel geplunderd werd door kruisvaarders die deelnamen aan de Vierde Kruistocht in 1204 n.Chr., veroverde Michael Angelos Doukas Aetolia en Epirus en stichtte een onafhankelijke staat genaamd Het Despotaat van Epirus met Arta als hoofdstad. Epirus werd een vluchthaven voor Griekse vluchtelingen uit Constantinopel, gedurende meer dan een eeuw. Het Despotaat van Epirus strekte zich uit over Epirus en het westen van Griekenland, van Nafpaktos en de Golf van Korinthe in het zuiden tot delen van Thessalië en Macedonië in het oosten. Voor een korte periode omvatte het Despotaat van Epirus ook het centrum van Macedonië en een groot deel van Thracië. Rond deze tijd duidde men met de definitie Epirus heel de kustregio van de Ambracische Golf tot Dyrrachium aan, in het oosten begrensd door het Pindosgebergte. In 1337 werd Epirus weer heroverd door de Byzantijnen.

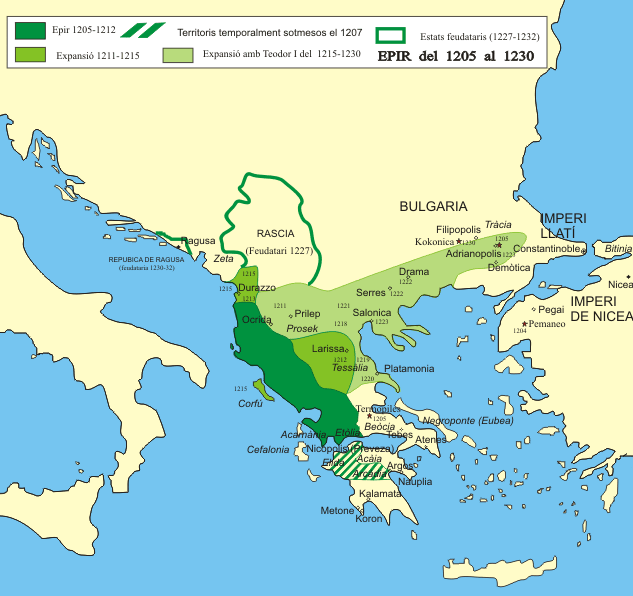
Het despotaat Epirus in de middeleeuwen.

In 1348 profiteerde de Servische koning Stefan Uros IV van de chaotische situatie waarin het Byzantijnse rijk verkeerde na de burgeroorlog (1341-1347) tussen John V Palaiologos en John VI Kantakouzenos, en veroverde Epirus met behulp van Albanese huurlingen. Het Byzantijnse rijk wist al gauw enigszins de macht terug te winnen door van het Despotaat van Epirus een vazalstaat te maken, maar binnenvallende Albanese stammen veroverden grote gebieden en verdreven de Byzantijnen uit het grootste deel van Epirus. De Albanezen wisten de macht in Epirus in 1366-1367 volledig over te nemen, maar de bevolking behield een Griekse cultuur. Ioannina werd het centrum van het verzet van de Griekse cultuur.
Na enkele machtswisselingen en interne conflicten was Epirus een makkelijke prooi voor de Ottomanen; in 1430 veroverden ze Ioannina, in 1449 Arta en uiteindelijk viel Vonitsa in 1479. Met uitzondering van enkele kuststeden die in Venetiaanse handen waren, was Epirus nu geheel in bezit van de Ottomanen.

### Ottomaanse heerschappij
| ■ Grieks-sprekenden ■ Grieks en Vlach-sprekenden ■ Grieks en Albanees-sprekenden ■ Albanees-sprekenden | ■ Grieks-orthodox ■ overwegend Grieks-orthodox ■ zowel islamitisch als Grieks-orthodox ■ islamitische meerderheid ■ islamitisch |

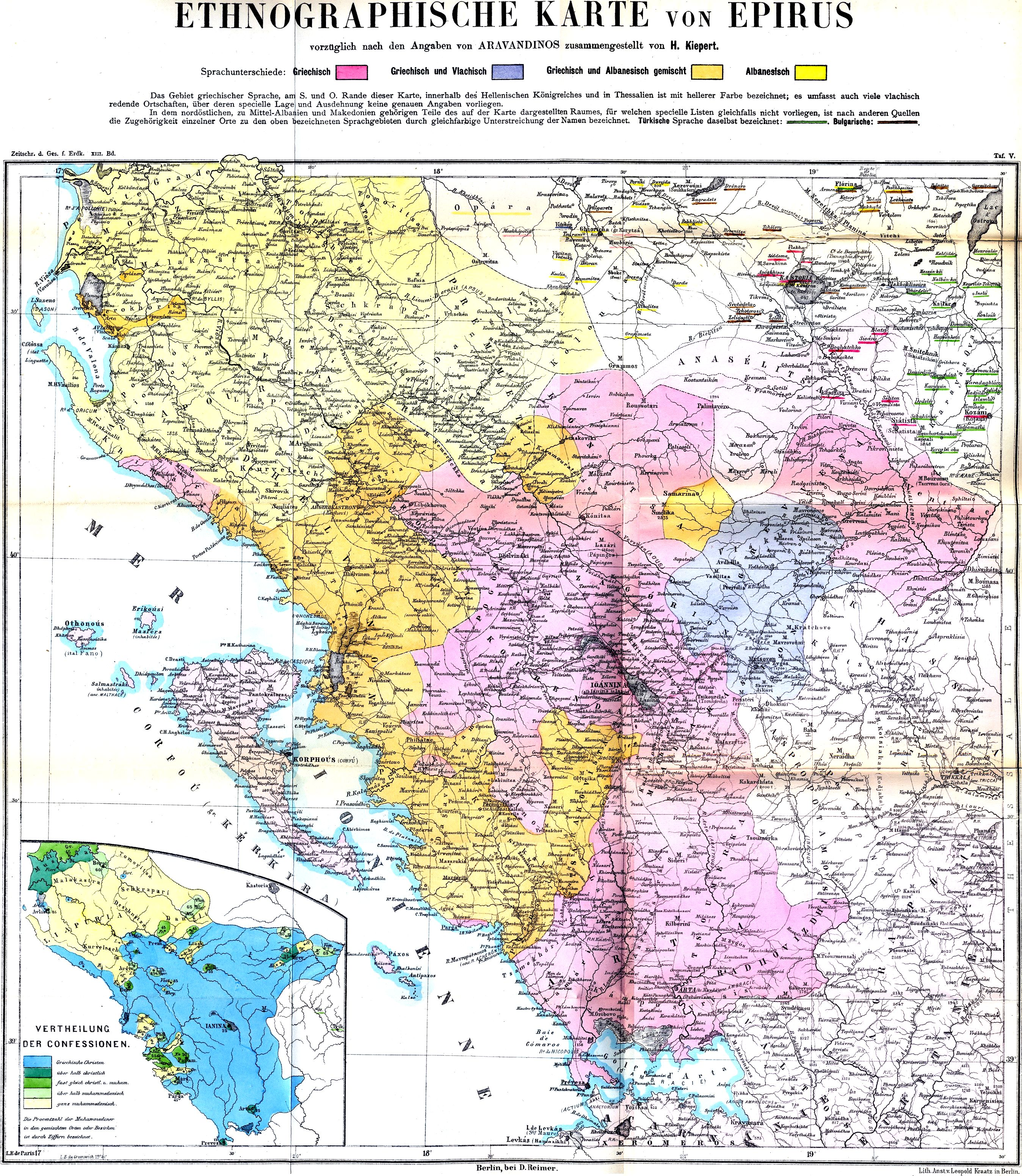
Taalkundige (groot) en religieuze (klein) kaart van Epirus, 1878.

Epirus zou geregeerd worden door het Ottomaanse Rijk gedurende de volgende 500 jaar. Deze heerschappij bleek uitermate schadelijk voor de regio; buitensporige cultivatie en ontbossing vernietigden het landschap, waardoor veel Epirotes het land ontvluchtten. Toch wisten de Ottomanen Epirus niet geheel onder controle te krijgen. De regio's Himara en Zagori wisten de Ottomaanse heerschappij met succes te weerstaan en bleven onafhankelijk tijdens deze periode. In 1443 werd het meest noordelijke deel van Epirus kort veroverd door George Kastrioti, die in opstand was gekomen tegen het Ottomaanse Rijk, maar toen deze stierf, kwam het in bezit van de Venetianen. Tegen het eind van de 15e eeuw verdreven de Ottomanen de Venetianen uit de regio.
Tussen de 16e en de 19e eeuw, ontstond in Ioannina een economisch bloei waardoor de stad een voornaam centrum van de Moderne Griekse Verlichting werd. Men stichtte verscheidene scholen, zoals de Balaneios, Maroutsaia en de school van Zosimaia, waar onderwerpen zoals literatuur, filosofie, wiskunde en natuurwetenschappen onderwezen werden. Toen de macht van het Ottomaanse Rijk in de 18e eeuw gestaag afnam, kwam Epirus onder de heerschappij van Ali Pasja, een Albanese moslim die in opstand kwam en op het toppunt van zijn macht heel Epirus en een groot deel van de Peloponnesos in handen had. Ali Pasja startte daarna een campagne om de Souli, een confederatie van stammen uit de bergen, te onderwerpen, maar stuitte daar op hevig verzet van de Souliotische strijders. In 1803 wist hij hen echter te verslaan. Ondertussen verhevigde het Griekse verzet, door een toename van Griekse culturele activiteit in heel Griekenland.
Toen de Griekse Onafhankelijkheidsoorlog uitbrak, steunden de inwoners van Epirus de Grieken. Twee van de oprichters van de Filiki Eteria, de Griekse verzetsbeweging, kwamen uit Arta en Ioannina. Griekenlands eerste gekozen premier (1844-1847) was geboren in Syrrako, een dorp in Epirus. Ali Pasja probeerde deze oorlog in zijn voordeel te gebruiken, om nu volledig onafhankelijk te worden van de Ottomanen, maar hij werd in 1822 vermoord. Griekenland ging nu op eigen houtje verder en riep in 1830 de onafhankelijkheid uit. Epirus bleef echter nog onafhankelijk. Tijdens de Krimoorlog, 1854, brak in Epirus een algehele opstand uit. Hoewel ze gesteund werden door de Grieken, onderdrukten de Ottomanen de opstandelingen. In 1878 werd een nieuwe opstand in de kiem gesmoord.
Tegen het einde van de Ottomaanse heerschappij leed Epirus onder Albanese plunderaars. De onrust en chaos bleef aanhouden totdat Epirus in 1912-13 bevrijd werd van de Ottomaanse heerschappij.

### Epirus in de 20e eeuw

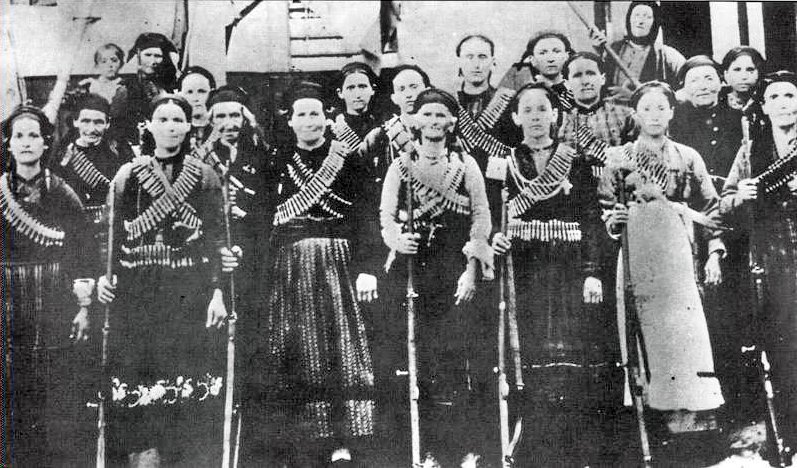
Divisie gewapende vrouwen uit Epirus in de Autonome Republiek van Noord-Epirus.

Hoewel het verdrag van Berlijn (1878) grote delen van Epirus aan Griekenland toebedeelde, liep het na tegenstand van de Ottomanen erop uit dat alleen de regio rond Arta aan Griekenland werd afgestaan. Het duurde tot 1913, na de eerste Balkanoorlog, bij het verdrag van Londen, dat de rest van Zuid-Epirus bij Griekenland ging horen, toen het Griekse leger Ioannina innam. Het Griekse leger had tijdens de Balkanoorlogen ook Noord-Epirus veroverd, maar na het verdrag van Boekarest (eind 1913), waarmee de tweede Balkanoorlog beëindigd werd, werd Noord-Epirus onderdeel van Albanië.
Deze uitkomst was niet geliefd bij de lokale Grieken die aan de Albanese kant van de grens woonden. De Grieken gaven aan Noord-Epirus de naam terra irredenta. Rond 1914 kwamen de lokale Grieken in opstand, en riepen de Autonome Republiek van Noord-Epirus uit. Na een langdurige guerrillaoorlog erkende Albanië en de andere machten in Europa de nieuwe staat. Het zou echter niet voor lang zijn. Tijdens de Eerste Wereldoorlog viel Albanië, en werd Noord-Epirus gecontroleerd door Grieken, Fransen en Italianen.

Epirus in de 20e eeuw, verdeeld tussen Griekenland en Albanië. Grijs: Epirus in de oudheid;
Oranje: De Griekse regio Epirus;
Groen: De omvang van de grootste concentratie Grieken in ‘Noord-Epirus’ in het begin van de 20e eeuw;
Rood-gestreepte lijn: de Autonome Republiek van Noord-Epirus;

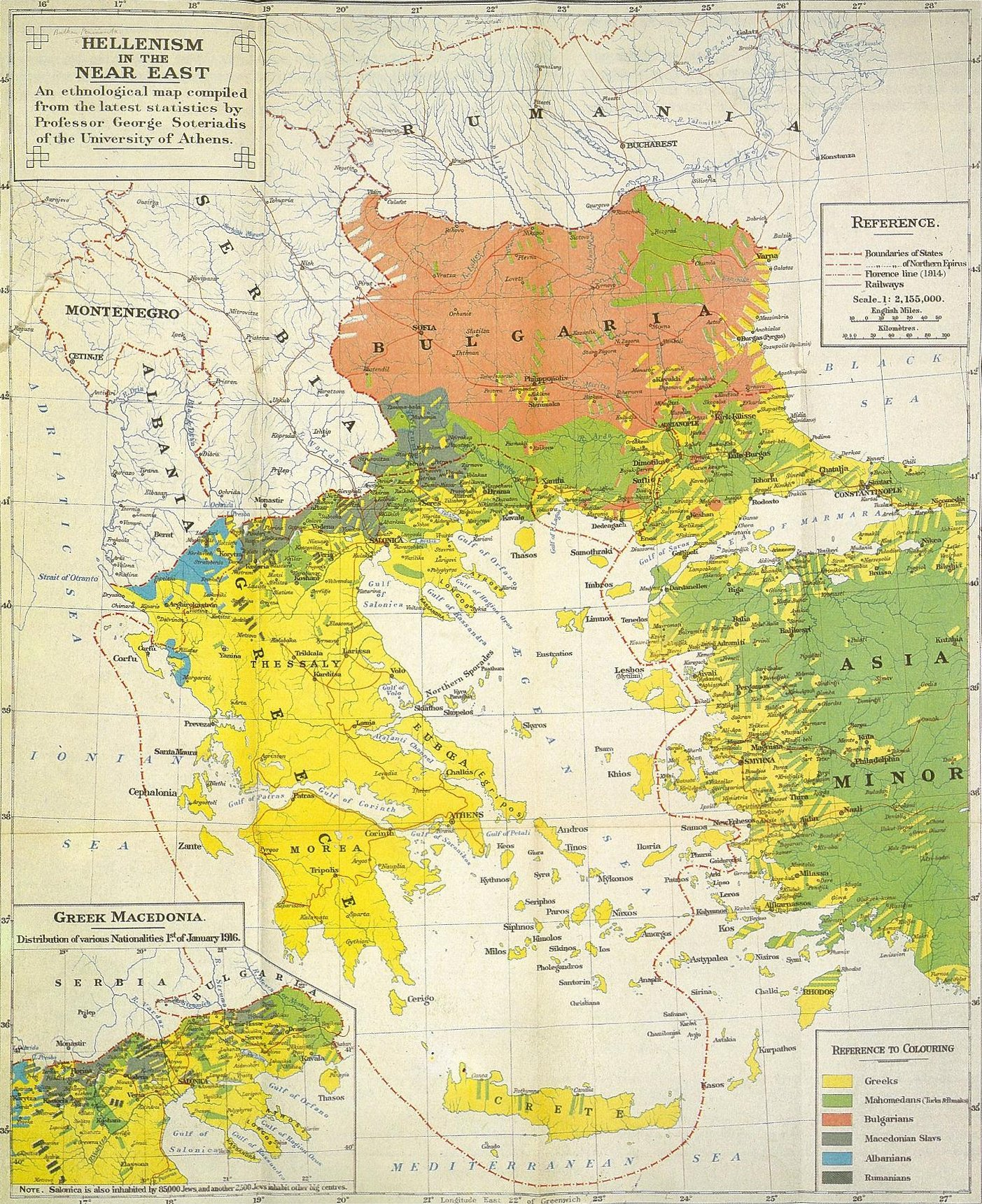
Politieke situatie in Griekenland en de Balkan rond de negentiende eeuw.

Hoewel Noord-Epirus tijdens de Vredesconferentie in Parijs (1919) aan Griekenland werd gegeven, zorgden ontwikkelingen zoals de Grieks-Turkse oorlog (1919-1922) en vooral het lobbyen van Italië in het voordeel van Albanië, ervoor, dat Noord-Epirus in 1924 opnieuw werd afgestaan aan Albanië.
Italië viel in 1939 Albanië binnen, en in 1940 Griekenland. De Italiaanse troepen werden teruggedreven naar Albanië, en de Griekse troepen bezetten opnieuw Noord-Epirus. In 1941 nam Benito Mussolini, de dictator van Italië, de leiding over een algehele tegenaanval. Hoewel de Grieken uitgerust waren met slechtere wapens en in de minderheid, waren ze vastbesloten om Griekenland te verdedigen, en versloegen de Italianen. In april 1941 schoot nazi-Duitsland, beschaamd over deze algehele Italiaanse nederlaag, te hulp. De Duitse troepen trokken snel door Joegoslavië en omsingelden de Griekse troepen in Epirus, die zich daarna overgaven.
Epirus viel daarna onder Italiaans grondgebied tot 1943, toen de Duitsers het overnamen, aangezien de Italiaanse macht tanende was door tegenaanvallen van de geallieerden. Het Griekse verzet bleef altijd enorm, vooral in Epirus, waardoor de Duitsers geneigd waren tot enkele razzia’s met de bedoeling om partizanen te vinden.
Na de bevrijding van Griekenland ontstond een burgeroorlog (eind 1944), waarbij Epirus het toneel was van een hevige guerrillaoorlog, tussen de linkse ELAS (Griekse Bevrijdingsleger) en de rechtse EDES (Nationaal Republikeinse Griekse Liga). In de jaren daarop, 1945-1949, werd het gevecht in de bergen van Epirus steeds heviger en bloederiger. Tegen het eind van de burgeroorlog kwam het tot een treffen tussen beide partijen op de berg Grammos, waarna de communisten verslagen werden. Formeel politiek gezien waren Albanië en Griekenland tot 1987 in oorlog, doordat de Albanezen de communisten hadden gesteund. Het liep uiteindelijk erop uit dat Griekenland al zijn rechten op Noord-Epirus opgaf. Toen het communistische regime in Albanië in 1990-1991 instortte, vluchtte een groot deel van de Albanese Grieken naar Griekenland. Hoewel de relatie tussen beide landen ondertussen verbeterd is, zijn in de grensgebieden nog steeds conflicten binnen de lokale bevolking.

## Aardrijkskunde

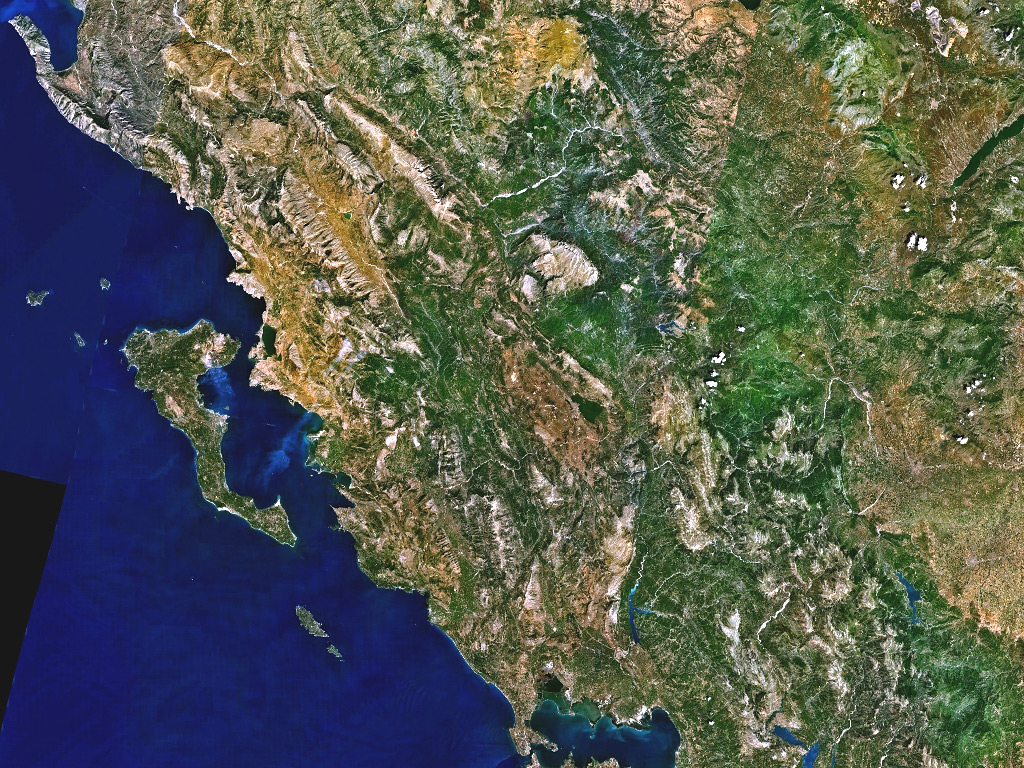
Een NASA satellietfoto van Epirus.

De historische regio Epirus is een gebied waarvan archeologen het erover eens zijn dat het zich uitstrekte van het Keraunisch Gebergte in het noorden tot de Ambracische Golf in het zuiden, in Griekenland. 
Het Pindosgebergte, een gebergte dat de ruggengraat van Griekenland vormt, vormde de oostgrens van Epirus en scheidt het gebied tegenwoordig van de regio Macedonië en Thessalië. In het westen grenst Epirus aan de Ionische Zee. Het eiland Corfu ligt voor de kust van Epirus maar wordt niet beschouwd als een deel van Epirus zelf.
De definitie van Epirus veranderde in de loop van de geschiedenis. Zo komen de politieke grenzen van Epirus in latere perioden niet altijd overeen met de oorspronkelijke grenzen van Epirus. De Griekse periferie Epirus is maar een fractie van het oude Epirus in de oudheid.

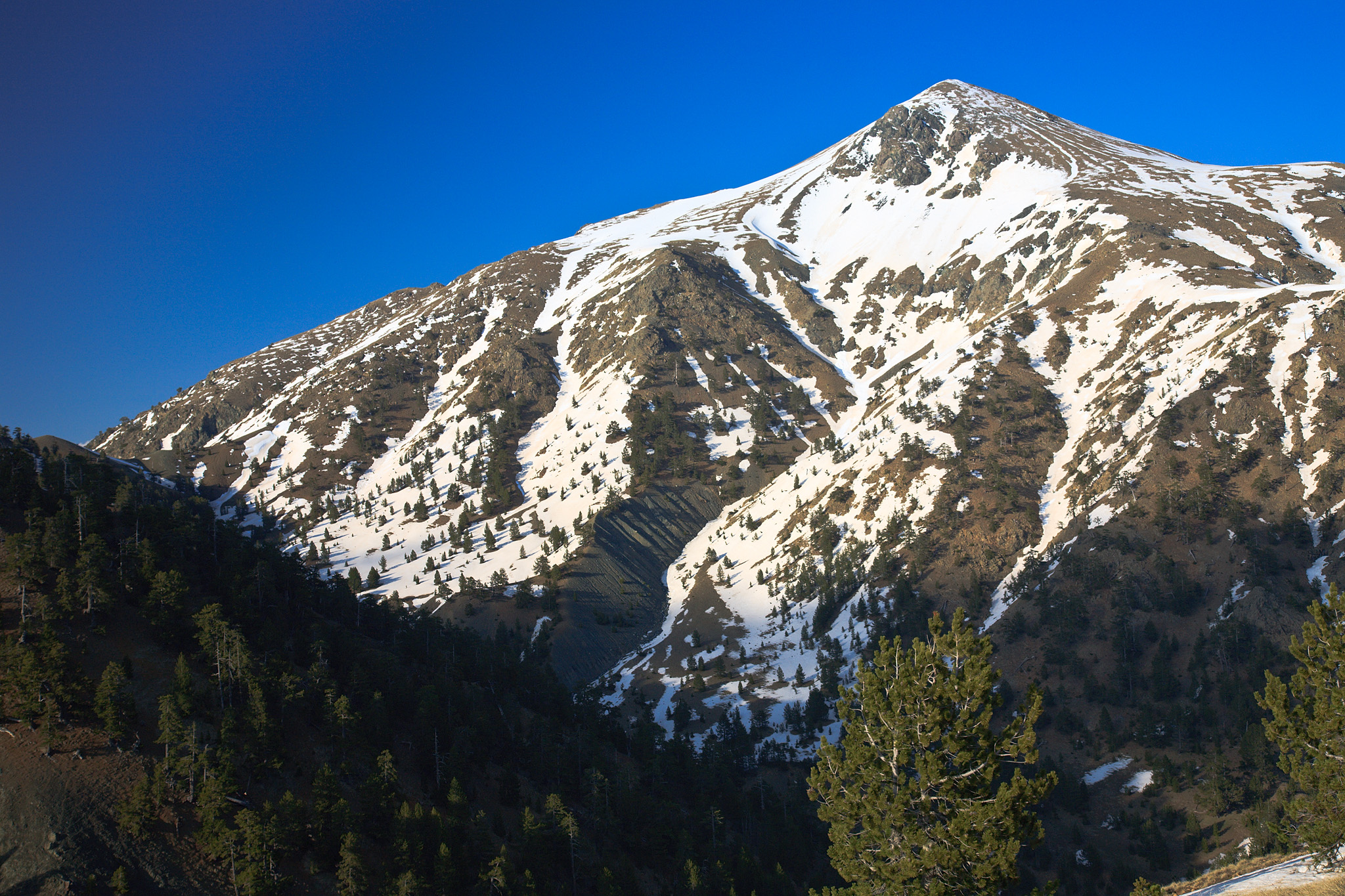
Smolikas (2637 m.), het hoogste punt van Epirus.

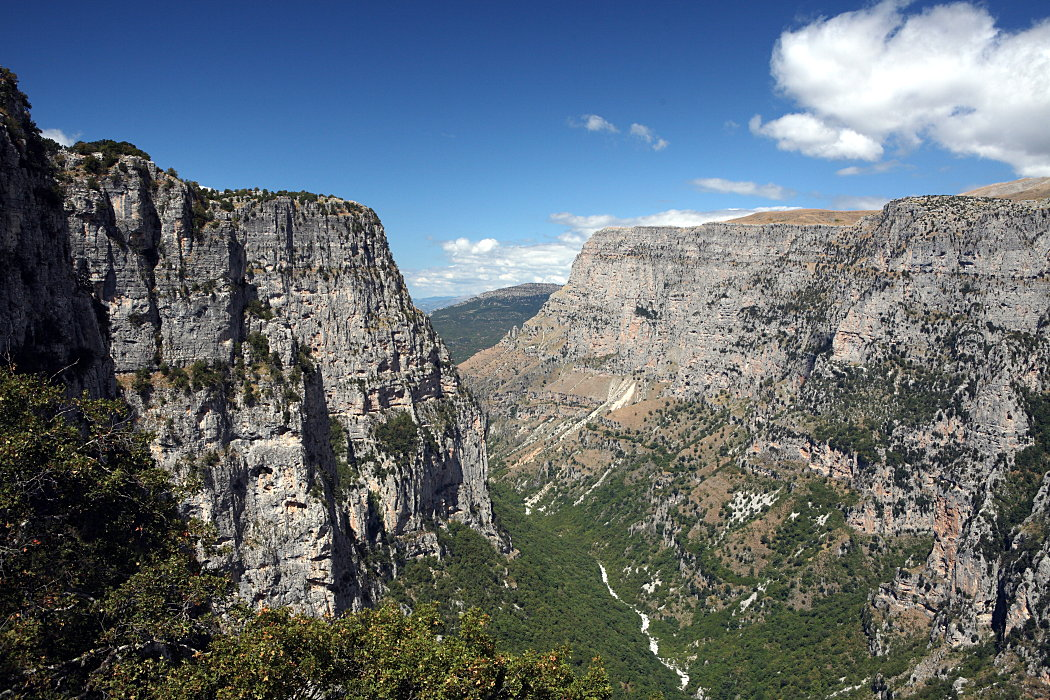
De Vikoskloof in Nationaal park Noord-Pindos

Epirus is een overwegend ruig en bergachtig gebied. De bergketens in het gebied liggen parallel aan de Ionische zee en zijn vaak te steil voor akkerbouw. Het gebied wordt nu vooral gebruik voor de veeteelt. Hoe verder je naar het oosten gaat, hoe hoger je komt. Het hoogste punt is de top van de berg Smolikas, met een hoogte van 2637 m. Het grootste deel van Epirus ligt aan de loefzijde van het Pindosgebergte, waardoor het een van de meest regenachtige delen in Griekenland is. Uitgestrekte laaggelegen vlaktes liggen alleen langs de kust, zoals in de buurt van Sarandë, tussen Paramythia en de Acheron en bij Arta in het zuidwesten van Epirus. Zagori, een regio in het oosten, is een hooggelegen plateau omringd door bergen.
De grootste rivier in Epirus is de Vjosë (Aoös in het Grieks), die in noordwestelijke richting vanuit het Pindosgebergte naar de baai van Vlorë in het hedendaagse Albanië stroomt. Andere grote rivieren zijn de Acheloös, de Acheron, de Necromanteion, de Arachthos, de Louros, de Thyamis of Kalamas en de Voidomatis, een aftakking van de Vjosë. Het grootste meer van Epirus is het Meer van Ioannina. Aan de oever van dat meer ligt de stad Ioannina, de grootste en traditioneel gezien belangrijkste stad van Epirus. Het klimaat van Epirus is een mengeling van het Mediterrane klimaat en een Alpine-klimaat in het binnenland. Epirus is dichtbebost, vooral door coniferen. Er is een grote diversiteit aan fauna, waaronder beren, wolven, vossen, herten en lynxen.

## Economie en vervoer

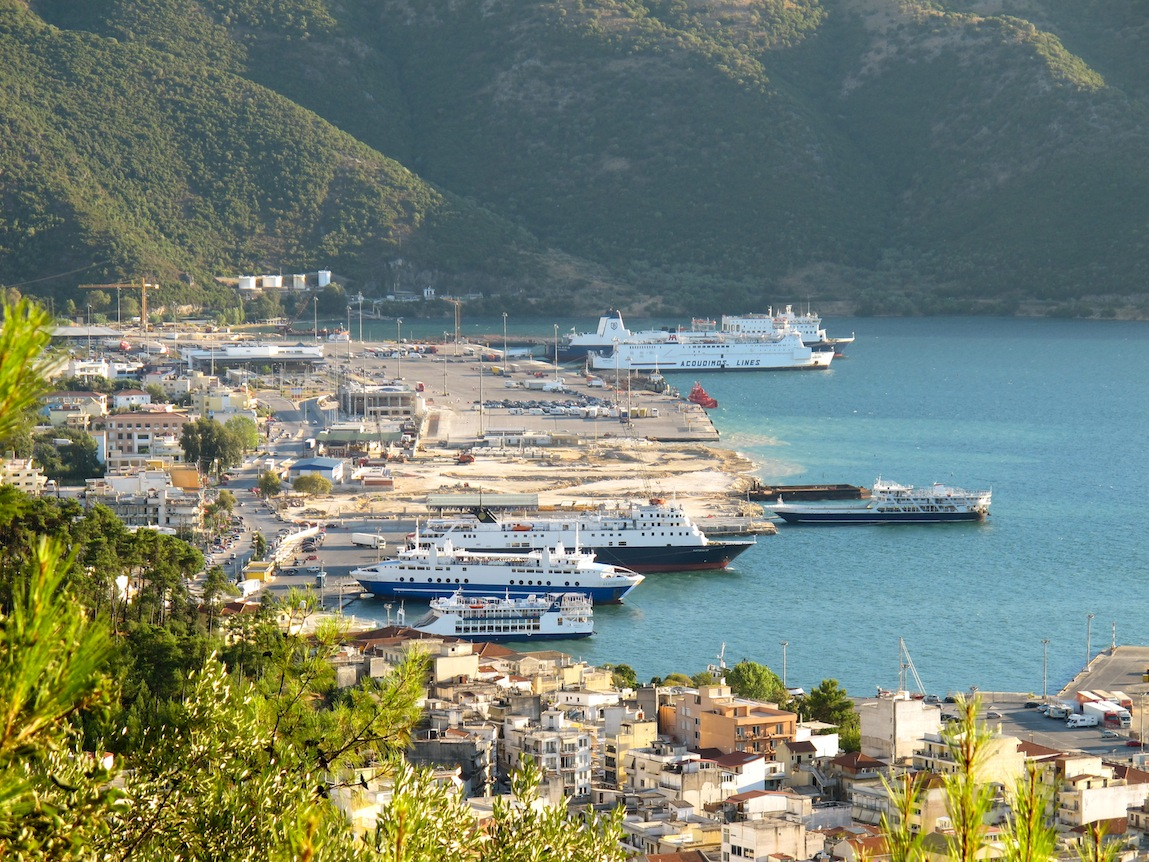
goumenitsa is de haven in Epirus en verbindt de regio met Italië.

De ruige topografie, de slechte bodem en gefragmenteerde landeigendommen droegen eraan bij dat de opbrengst van het land laag was, wat een lage bevolkingsconcentratie tot gevolg had. Men doet vooral aan veeteelt, en maïs is het voorname landbouwproduct. In de westelijke laaglanden verbouwt men sinaasappelen en olijven, en rond Ioannina verbouwt men tabak. Epirus heeft maar weinig natuurlijke grondstoffen, en de bevolking is verminderd door migratie. De grootste bevolkingsconcentratie ligt rond Ioannina, waar het centrum van de industrie in Epirus gevestigd is.
Epirus was al vanouds een afgelegen en geïsoleerde regio door zijn locatie tussen het Pindosgebergte en de zee. In de oudheid liep de Romeinse weg Via Egnatia door Epirus Nova, die Byzantium en Thessalonica met Dyrrachium aan de Adriatische Zee verbond. Op dit moment is de Egnatia odos, een moderne weg, de enige verbinding tussen Ioannina en Macedonia via het Pindosgebergte. Er zijn enkele veerdiensten tussen de Ionische eilanden en Italië vanuit Igoumenitsa. Het enige vliegveld in Epirus is het Ioannina Nationaal Vliegveld. Er zijn geen spoorwegen in Epirus.